# 普希金故居博物馆

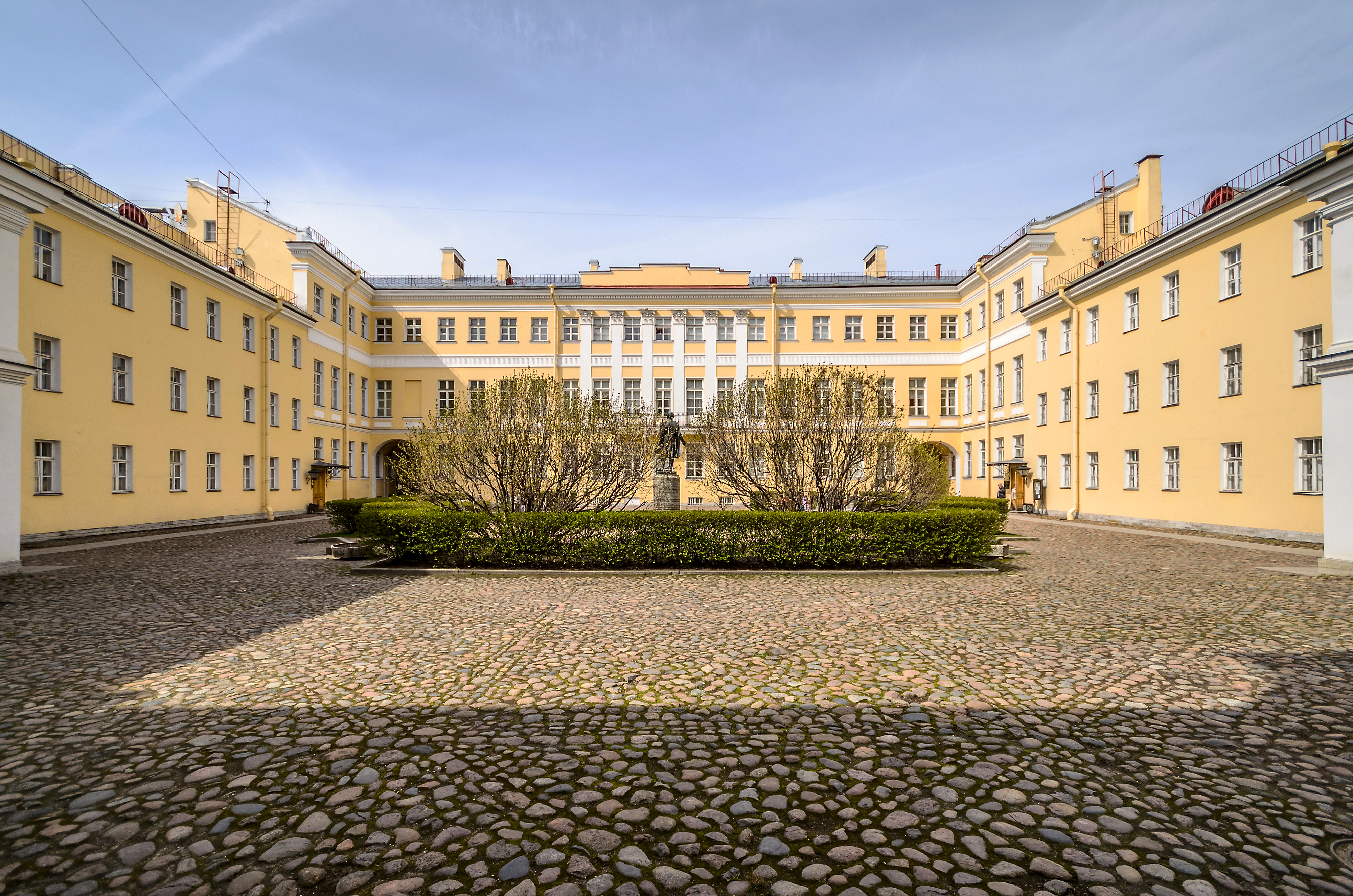

普希金故居博物馆（俄语：Мемориа́льный музе́й-кварти́ра А. С. Пушкина）是国家普希金博物馆的一个分馆，成立于1927年，位于俄罗斯圣彼得堡中区莫伊卡河滨河路12号，专注于诗人亚历山大·谢尔盖耶维奇·普希金生命的最后几个月。
1836年9月初，普希金一家租了莫伊卡河边马厩桥（Конюшенного мосту）附近索菲亚·格里戈里耶夫娜公主（С. Г. Волконской）的一套公寓。次年2月10日诗人死后，公寓进行了彻底改建，风貌发生变化。1924年秋天，公寓由普希金的老彼得堡协会接管，重建工作开始，并持续了好几年。1925年2月10日，在修复的诗人办公室，举行了纪念普希金逝世88周年的会议。1927年2月13日，第一个博物馆开放。1937年2月10日，在庆祝“1937年普希金禧年，诗人逝世100周年”活动之际，普希金故居博物馆以新风格重新开放。
在普希金的遗物中，有诗人本人和家人的肖像。博物馆还保存了与普希金决斗和死亡有关的物品——一件在战斗当天的背心，一头卷发，以及死后面具。

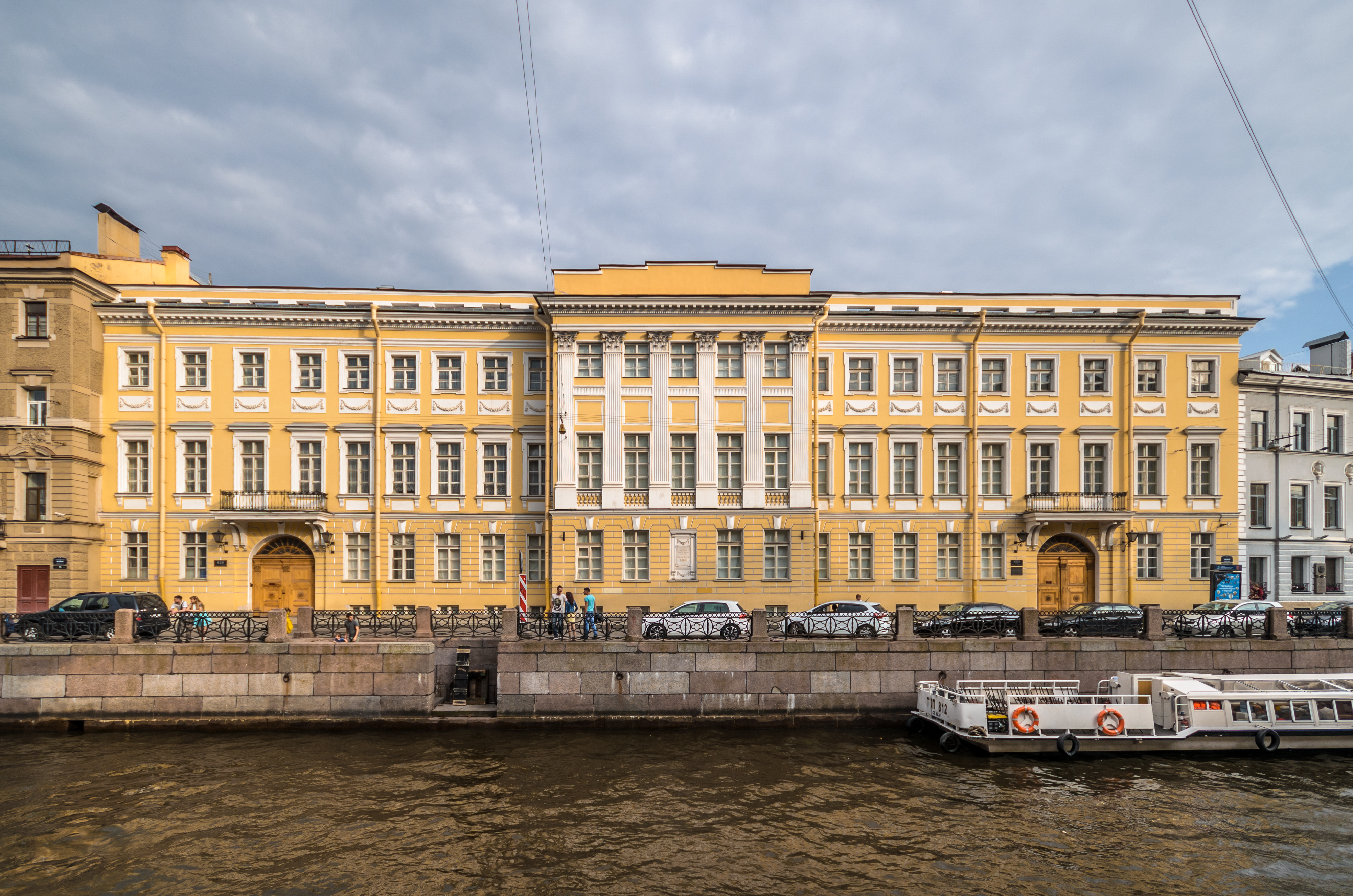
莫伊卡河滨河路12号

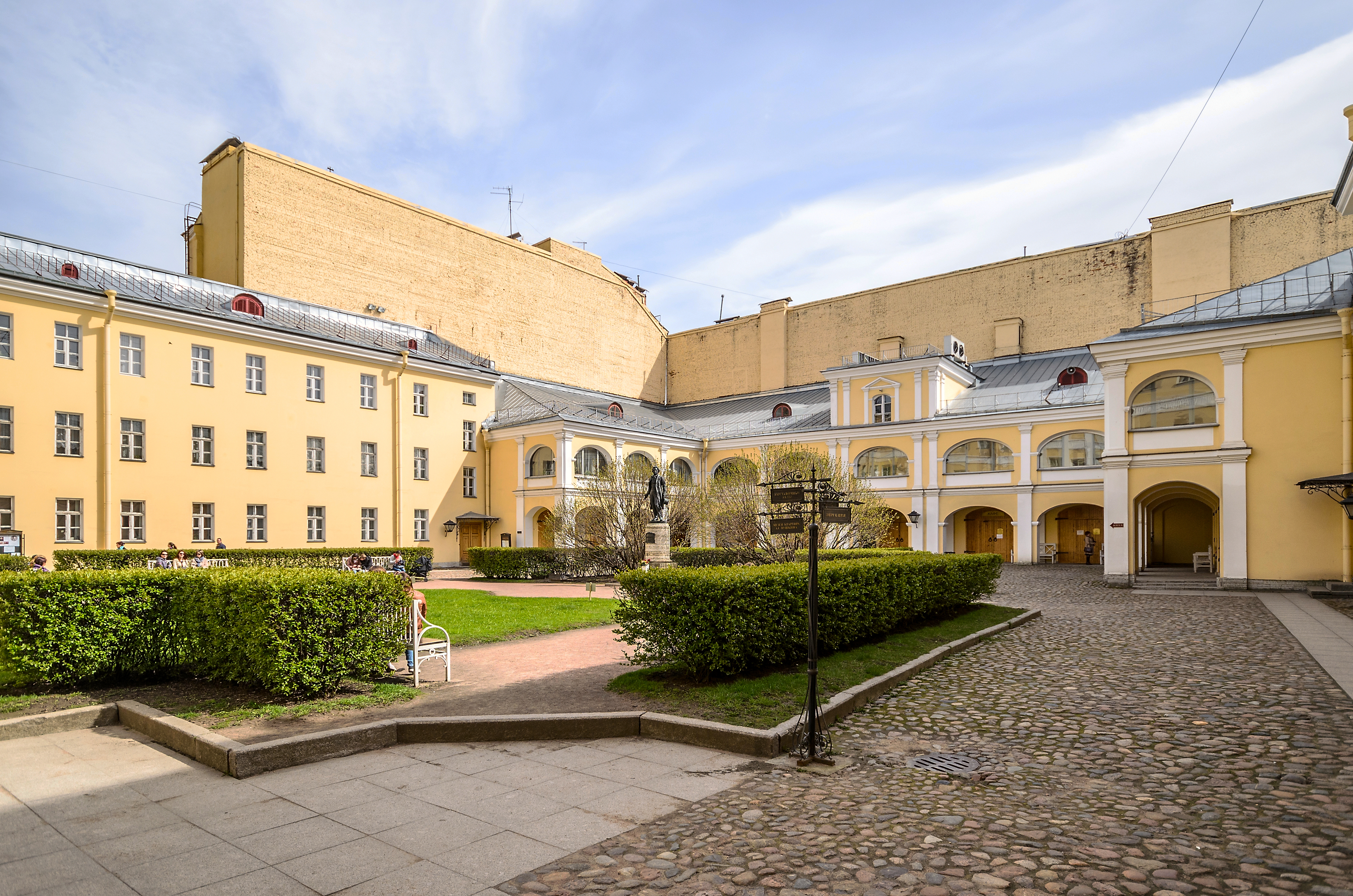
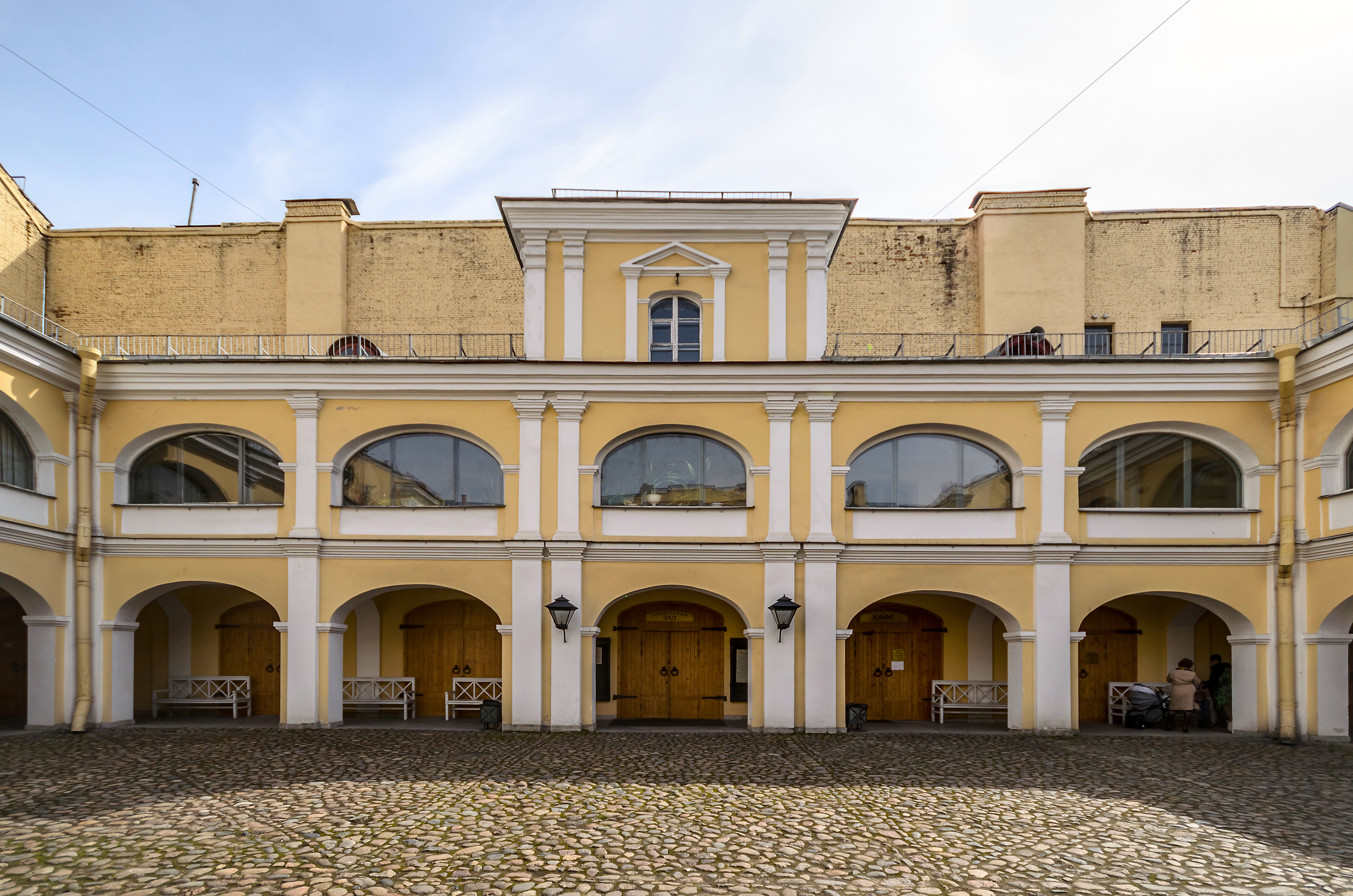
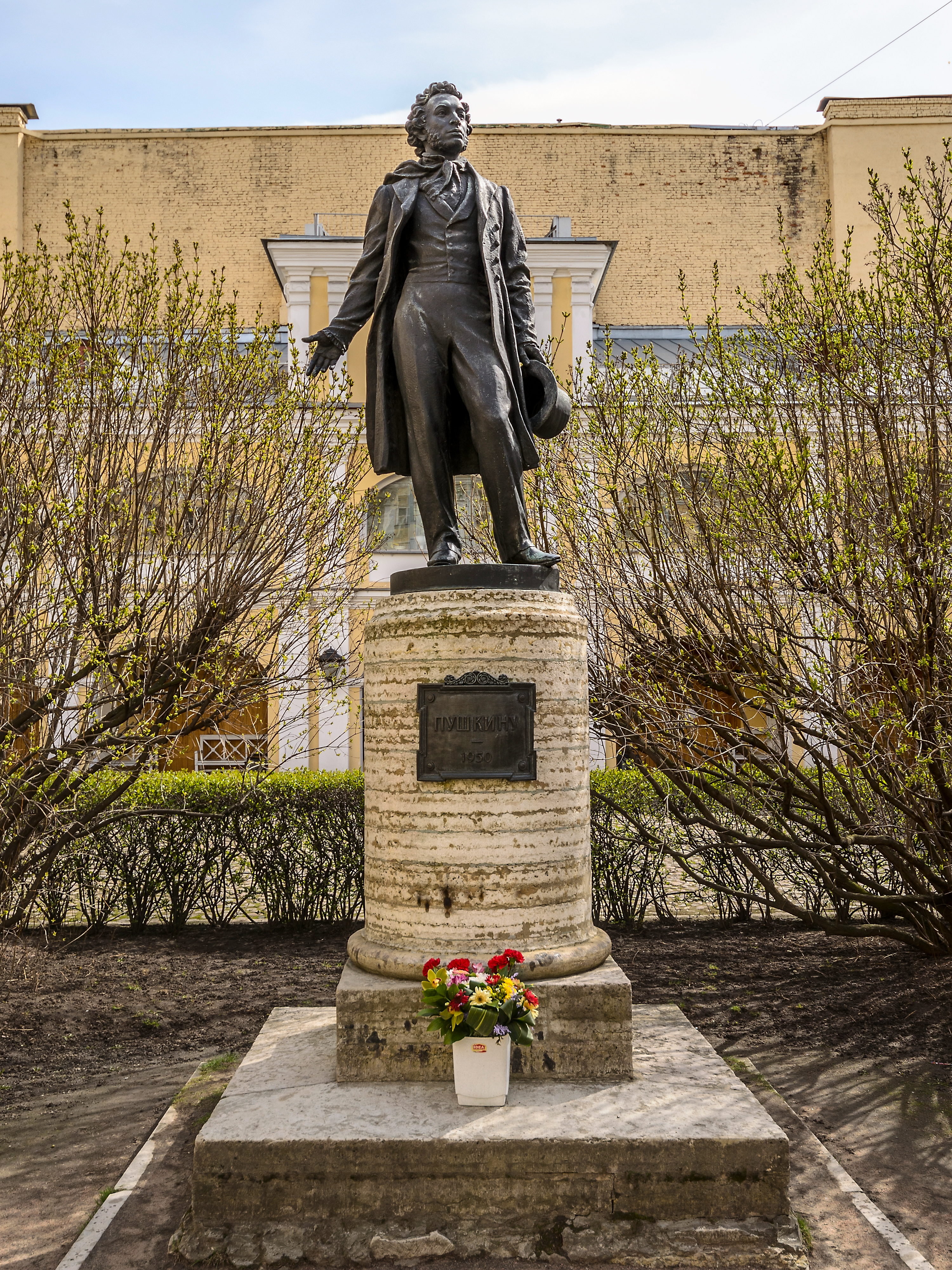
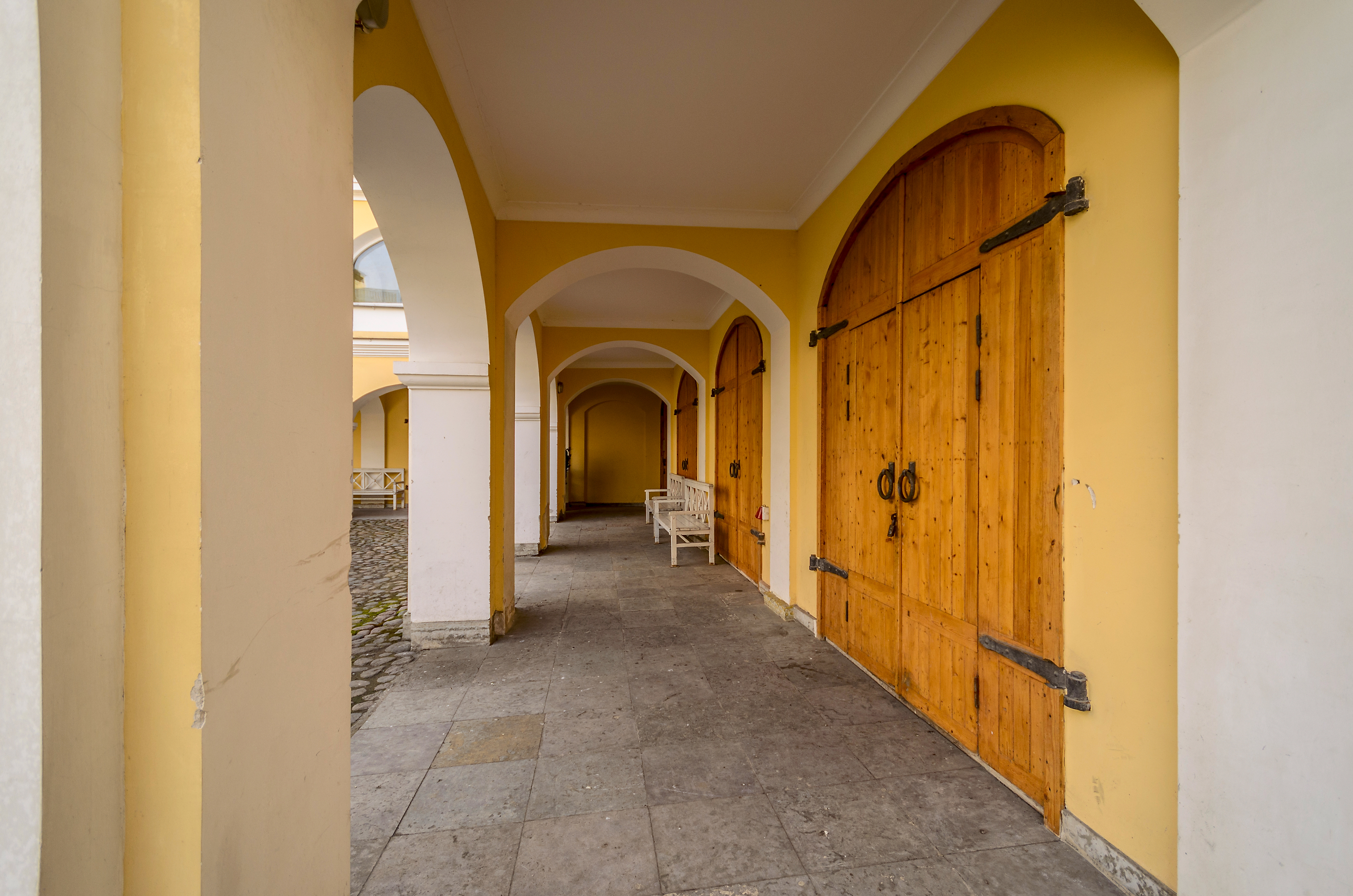
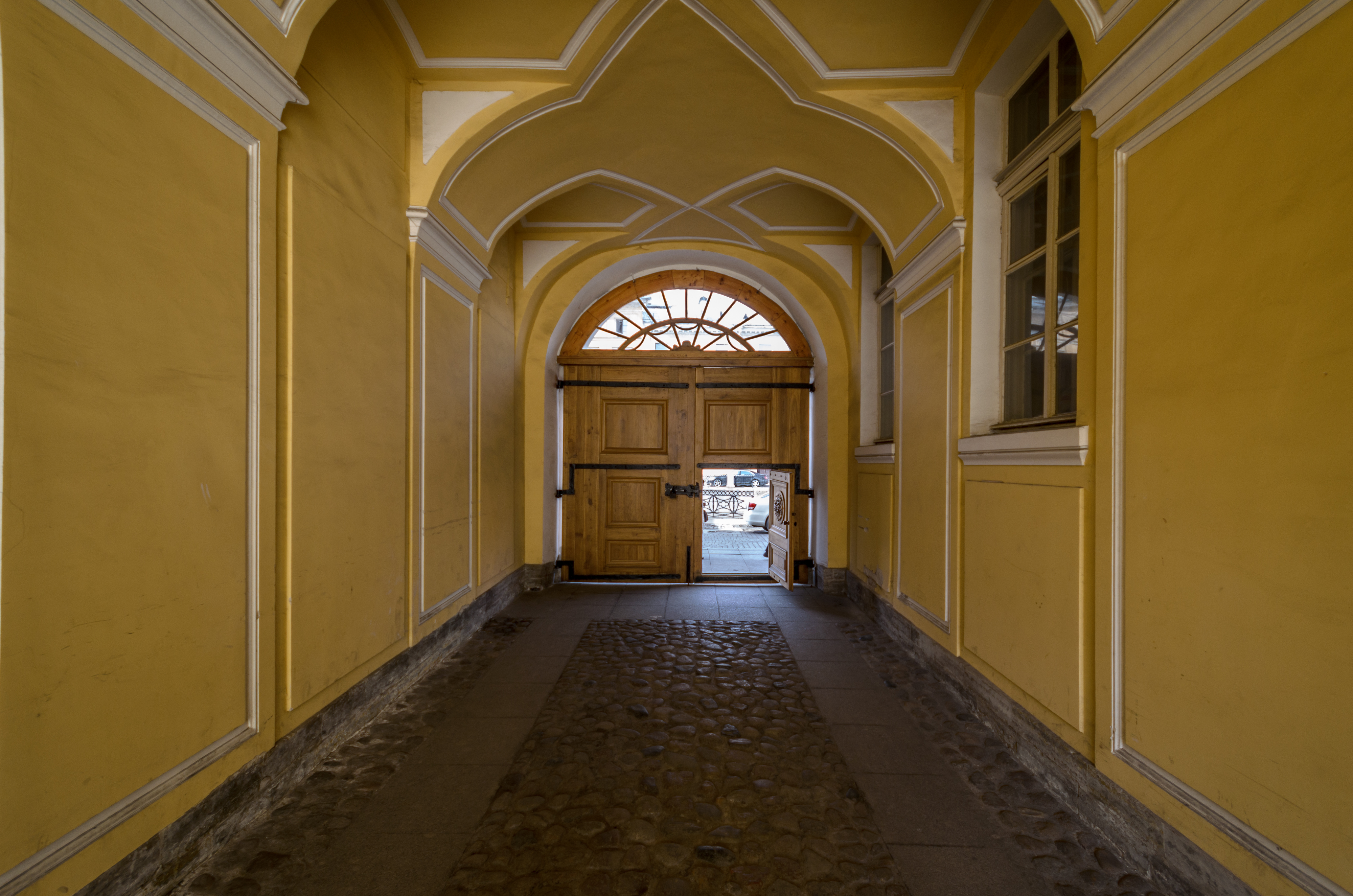